# Deeper Learning
Deeper Learning ist eine Reformidee für ein modernes Lernen, wie es die veränderten Bedingungen des 21. Jahrhunderts erfordern. Dazu gehören mindestens der Wissenserwerb für einen definierten Kernbereich, anspruchsvolle Denkfähigkeiten und bestimmte Lerneinstellungen, zunehmend auch die Digitalisierung des Lernens. Als Begründung gilt, die Bildung junger Menschen müsse sich auf analytisches Denken, komplexe Problemlösung und Teamwork orientieren, um sie auf die künftige Arbeits- und Zivilgesellschaft vorzubereiten. Das Deep Learning im maschinellen Lernen (Informatik) wird durch den Begriff (ironisch) übertrumpft.

## Merkmale
Die Idee stammt aus dem Bildungssystem in den Vereinigten Staaten, in dem eine wachsende schulkritische Bewegung auf die Fähigkeit Wert legt, Wissen in der realen Welt anzuwenden und (für Lernende neuartige) Probleme zu lösen. In Deutschland hat sich um Anne Sliwka das Heidelberger Modell des Deeper Learning entwickelt, das die Idee auf das deutsche Bildungssystem überträgt. Hier muss auch die Digitalisierung zu den Hauptzielen gerechnet werden.
Mehrere Ebenen sind zu unterscheiden: Für ein Individuum verspricht Deeper Learning (in einem längeren Prozess) bildungswirksame, tiefgehende, sinnstiftende und individuell bedeutsame Lernerfahrungen, „im Überschneidungsbereich vom Beherrschen fachlicher intellektueller Fähigkeiten (Mastery), in der kreativen Anwendung dieser fachlichen Fähigkeiten durch unterschiedliche Kompetenzen (Creativity) und in der Art und Weise, wie die individuelle Lernbiographie und die Interessen eines Jugendlichen sein vertiefendes Verständnis verstärken können (Identity)“.
Die Pädagogik des Deeper Learning zielt auf die Konzeptualisierung und Bereitstellung der Rahmenbedingungen, die den Prozess fördern und unterstützen. Dies umfasst z. B. die Unterrichtsgestaltung und das Schulprogramm. (Mehta & Fine 2019; Sliwka 2018).
Indem sich die Lerner mit authentischen Problemen und komplexen Aufgaben im Teamwork befassen, wird Wissen lebendig (kein „totes Wissen“) gemacht und „tiefer gelernt“.

## Geschichte
In der Bildungsgeschichte der USA ist John Dewey der Ahnherr der Idee, die viele spätere Pädagogen aufgegriffen haben. In den 1970er Jahren kam aus der Ökonomie der Hinweis, dass einfache, repetitive Tätigkeiten in der Arbeitswelt immer mehr durch Maschinen und Automaten ersetzt würden, darunter sogar immer öfter das Lesen und Schreiben. Daher würden neue Skills für das Berufsleben gebraucht wie komplexes Denken und Kommunikationsfähigkeit. Eine auf die neuen Skills setzende Bildung wurde in den 1990er-Jahren durch die Bewegung für „21st Century Skills“ und die „Partnership for 21st Century skills“ (P21) modernisiert. 2012 hat das National Research Council of the National Academies den Bericht Education for Life and Work: Developing Transferable Knowledge and Skill in the 21st Century herausgegeben. Dabei stehen die 4C (four competences) im Mittelpunkt: collaboration, communication, critical thinking, creativity (deutsch auch 4K: Kollaboration, Kommunikation, kritisches Denken, Kreativität). Das 4K-Modell des Lernens wurde in Deutschland 2013 durch Andreas Schleicher zuerst vorgestellt. Inzwischen werden die 6C als globale Kompetenzen angegeben: Hinzu kommen noch character (Charakter) und citizenship (Bürgerschaft). Microsoft Education ist 2020 mit dem kanadischen Schulentwickler Michael Fullan (New Pedagogies for Deep Learning) auf das Konzept übergegangen, wobei auch das kommerzielle Interesse an der Digitalisierung von Bildung im Fernunterricht mitspielt.
Durch die William and Flora Hewlett Foundation wurde 2013 ein Set von Bildungszielen definiert:
- Aneignung anspruchsvoller fachlicher Inhalte
- Entwicklung von Fähigkeiten, kritisch zu denken und Probleme zu lösen
- Fähigkeit, im Team zusammenzuarbeiten
- Einübung effektiver mündlicher und schriftlicher Kommunikation
- Aneignung von Lernstrategien
- Entwicklung einer wissenschaftsorientierten Denkweise

## Schule
Für die Schulen ergeben sich daraus eine Reihe von Reformen in den Unterrichtsmethoden und der Schulorganisation. Nach den US-Pädagogen der Harvard University, Jal Metha und Sarah Fine, sind beim Wissenserwerb über das einfache Verstehen und das Beherrschen algorithmischer Verfahren hinaus die höheren Lernzielebenen – Analyse, Synthese, kreative Gestaltung – anzustreben.
„Students are treated as active meaning makers with the capacity to do interesting and valuable work now ... the purpose of school is not so much to prepare students for a hypothetical future as to support them in engaging with the complex challenges that professional work at its best entails.“
2012 stellte der Education for Life and Work Bericht folgende forschungsorientierte Methoden vor, um das Deeper Learning zu entwickeln:
- Nutze vielfältige und verschiedene Repräsentationen von Begriffen und Aufgaben
- Ermutige Ausarbeitung, Befragung, Selbsterklärung
- Beteilige die Lerner mit herausfordernden Aufgaben, mit unterstützender Führung und Feedback
- Lehre mit Beispielen und Fällen
- Stärke die Lernmotivation
- Nutze prägende Beurteilungen

Zum Beispiel hat das Marzano Lab in Centennial große Effekte von kooperativem Lernen auf eine kooperative Einstellung festgestellt, von grafischen Organizer, um kritisches Denken voranzubringen, von Feedback, um die Kommunikation zu schärfen, von Advance Organizer, um die Einstiege für Problembasiertes Lernen anzureichern etc. Dagegen sind Verfahren wie Vorlesungen, Arbeitsblätter, häufiges Testen wenig effektiv für das Deeper Learning.
Das deutsche Deeper Learning Unterrichtsmodell (Sliwka) dient der Strukturierung von Unterrichtsprozessen. Nach dem gemeinsamen Design durch die Lehrkräfte untergliedert es den Unterricht in Phasen:
- Instruktions-/Aneignungsphase mit Vorträgen/Vorführungen durch die Lehrkräfte und anderen zu Schlüsselkonzepten und Wissen; Personalisierung im digitalen Zugriff auf Bildungsmedien je nach Vorkenntnissen
- Ko-Konstruktions-/Ko-Kreationsphase mit selbstregulierter Arbeit an komplexen Aufgaben, Erwerb und Anwendung der 4 K; Voice & Choice; Feedback zur Entwicklung
- Phase zur authentischen Leistung bzw. Präsentation sowie Reflexion der Ergebnisse und des Prozesses.[15]

Eine spezielle Taxonomie zur Leistungsbewertung (ähnlich den deutschen Anforderungsbereichen) wird eingesetzt: Lernergebnisse werden in der SOLO-Taxonomie (Structure of Objective Learning Outcomes nach Biggs & Collins 1982) bewertet als
- un- oder vorstrukturiert (vor dem Lernen)
- I. unistrukturell (nennen, definieren, auflisten, beschreiben)
- II. multistrukturell (nachweisen, [Bekanntes wieder] erkennen, wiederholen)
- III. relational (entwerfen, analysieren, kategorisieren)
- IV. erweitert abstrakt [extended abstract] (synthetisieren, kreieren, voraussagen).[18]

Das Modell unterscheidet vier Arten von Wissen, die beim Lernen angestrebt werden:
- Konzeptuelles Wissen (Kernbegriffe einer Wissenschaft)
- Deklaratives Wissen (Faktenwissen, knowing that)
- Prozedurales Wissen (knowing how)
- Metakognitives Wissen

In der frühen Aneignungsphase kann auch auf traditionelle Weise Wissen vermittelt werden, entscheidend ist der Übergang in eine kooperative Verarbeitungs- und kreative Phase mit aktiven Beiträgen der Lernenden, die dann in einer Leistung fließt.

## Einzelbelege
1. ↑  Harvard Education Publishing Group. Abgerufen am 6. September 2021.
2. ↑  Learn About Deeper Learning in American Secondary Schools. Abgerufen am 6. September 2021 (amerikanisches Englisch).
3. ↑  Was ist Deeper Learning? | Heidelberg School of Education. Abgerufen am 6. September 2021.
4. ↑  "Deeper Learning" - Eine Chance für zeitgemäßes Lernen im Präsenz- und Distanzlernen. Abgerufen am 6. September 2021.
5. ↑  Mehta & Fine 2015, S. 19; Sliwka 2018, S. 88
6. ↑  Murnane, Richard J.; Levy, Frank: Teaching the New Basic Skills: Principles for Educating Children to Thrive in a Changing Economy. Free Press, New York 1996.
7. ↑  P21: Battelle for Kids. Abgerufen am 6. September 2021 (englisch).
8. ↑  National Research Council: Education for Life and Work: Developing Transferable Knowledge and Skills in the 21st Century. 2012, ISBN 978-0-309-25649-0 (nap.edu [abgerufen am 6. September 2021]).
9. ↑  Archivierte Kopie (Memento des Originals vom 12. September 2021 im Internet Archive)  Info: Der Archivlink wurde automatisch eingesetzt und noch nicht geprüft. Bitte prüfe Original- und Archivlink gemäß Anleitung und entferne dann diesen Hinweis.
10. ↑  ORS Impact November 10, 2014 jQuery ready: Deeper Learning Advocacy Cluster Evaluation. In: Hewlett Foundation. Abgerufen am 6. September 2021 (amerikanisches Englisch).
11. ↑  Beide sind Preisträger des Grawemeyer Award for Education 2021.
12. ↑  Jal Mehta, Sarah Fine: Teaching Differently… Learning Deeply. In: Phi Delta Kappan. Band 94, Nr. 2, Oktober 2012, ISSN 0031-7217, S. 31–35, doi:10.1177/003172171209400208.
13. ↑  National Research Council: Education for Life and Work: Developing Transferable Knowledge and Skills in the 21st Century. 2012, ISBN 978-0-309-25649-0 (nap.edu [abgerufen am 6. September 2021]).
14. ↑  Marzano Research: Instructional Improvement Cycle Toolkit. In: Marzano 
Research. Abgerufen am 6. September 2021 (amerikanisches Englisch).
15. ↑  Das Deeper Learning Unterrichtsmodell | Heidelberg School of Education. Abgerufen am 6. September 2021.
16. ↑  Anwaar Ahmad Gulzar: SOLO Taxonomy - Educare ~ We Educate, We Care. In: Educare. 10. Mai 2021, abgerufen am 4. August 2023 (amerikanisches Englisch).
17. ↑  Lucander e. a.: The Solo taxonomy. In: The structure of observed learning outcome (SOLO) taxonomy: a model to promote dental students' learning. 2010, abgerufen am 4. August 2023 (englisch).
18. ↑  K. R. Sethuraman: Structure of Objective Learning Outcomes (Solo) Taxonomy. In: Annals of SBV. Band 2, Nr. 1, 2013, ISSN 2395-1982, S. 39 (academia.edu [abgerufen am 4. August 2023]).